# Candiope
Candiope is een geslacht van vlinders van de familie snuitmotten (Pyralidae).

## Soorten
- C. erubescens (Hampson, 1896)
- C. joannisella Ragonot, 1888